# بابا جان درة (كجيد)
بابا جان درة (بالفارسية: باباجان دره) هي قرية تقع في إيران في قسم كجيد الريفي. يقدر عدد سكانها بـ 12 نسمة بحسب إحصاء 2016.